# Coton Sea island
Pour les articles homonymes, voir Coton, Coton (homonymie) et Sea Island.
Le coton de Sea Island est une variété de coton dont la qualité était prisée. Il s'agit d'un type de Gossypium barbadense. Ce coton a joué un rôle majeur dans l'histoire de la culture du coton aux États-Unis.

## Caractéristiques
Appelé aussi Géorgie long ou coton Géorgie longue-soie, le coton de "Sea island" (Gossypium barbadense) était encore considéré en 1845 par les industriels comme le « roi des cotons connus », tant « par sa longueur et sa finesse que par sa force, sa propreté et sa blancheur argentée, brillante ».
En 1806, il se vendait 30 cents la livre contre 22 cents pour les autres variétés. Plus tard sur le marché français, certaines variétés de ce coton valurent jusqu'à 8, 10, et même 14 livres le kilogramme, selon le dictionnaire des arts et manufactures de Charles Laboulaye (1845).
La longueur de ses fibres est adaptée aux machines inventées à cette époque en Angleterre, même si la plante elle n'est pas adaptée à tous les sols et les climats. Il sera ainsi implanté au XIXe siècle, en 1825, en Égypte, où est croisé avec le Jumel, puis en Inde après la guerre de Sécession, où il rencontre des difficultés d'adaptation et souffre de sa vulnérabilité à des maladies comme celle de la capsule.

## Une origine orientale ou péruvienne
Cette variété de coton serait venue du Pérou ou d'Orient, selon les versions. Elle a pu être importée du Pérou en Orient, qui est jusqu'en 1740 la principale zone de culture du coton dans le monde. Sa découverte et son utilisation en Occident sont datées de 1776.
Les innovations technologiques des premiers entrepreneurs du coton britannique dopent la demande de coton brut et incitent Kinsey Burden, planteur de coton en Caroline du Sud, à rechercher une machine permettant de trier les semences des fibres. Son roller gin mis au point en 1778, amélioré par les planteurs exilés dans l'archipel des Bahamas dans les années 1780, sera perfectionné en 1793 par le cotton gin d'Éli Whitney, mis au point sur une plantation de la rivière Savannah.
C'est après un succès-éclair aux Bahamas lors de la guerre d'indépendance américaine, que la Sea "Island cotton" a connu une très forte croissance, entre 1784 et 1800, lors de son acclimatation dans les dizaines d'îles qui ceinturent le littoral de Géorgie, au sud de la ville de Savannah, et en Caroline du Sud. Dans les années 1790 et 1800, ce coton est implanté le long de la rivière Savannah, qui sépare les deux États.
L'espoir de progrès dans la culture du coton a déclenché à partir de 1785 en Géorgie les premiers épisodes spéculatifs du scandale de Yazoo Land, une recherche effrénée de terres agricoles, qui prendra son ampleur dans les années 1790.

## Un premier succès aux Bahamas dans les années 1780
C'est aux Bahamas que la nouvelle variété de coton a incubé. André IV Desveaux, issu d'une dynastie de planteurs d'indigo venus de Saint-Domingue épousa une loyaliste anglaise et dut partir après la guerre d'indépendance. Avec l'autorisation de Londres, il prit la tête d'une expédition d'anglais loyalistes qui envahissent les Bahamas, avec 6 000 de leurs esclaves, faisant quadrupler la population noire de cet archipel et développant les nouvelles variétés de coton.
En 1787, les Bahamas exportent 219 tonnes de coton "Sea Island", pour 27 393 sterling. Mais les planteurs sont contraints de revenir en Caroline du Sud, car le sol sableux des Bahamas s'épuise et les insectes détruisent les récoltes.
Leur retour fut précédé, dès 1784, par celui du premier planteur de Sea Island cotton de Caroline du Sud, le colonel Roger Kelsal, mort en 1788, à qui a succédé son fils, William Kelsal, mort en 1791 sur sa plantation de Little Exuma. Il est aidé de son beau-frère Daniel de Saussure et de son associé Jean-Marc Verdier, appelé aussi John Mark Verdier.
Le coton de Caroline s'est installé prioritairement sur les paroisses de Saint Helena et Saint Luke, dans l'archipel de Beaufort, où les Desveaux, dynastie de planteurs de Saint-Domingue, avait développé auparavant l'indigo.
À la frontière géorgienne toute proche, le planteur Alexandre Bissel plante du Sea Island cotton deux ans plus tard, dès 1786 et l'exporte en 1788. En 1790, en Caroline, William Eliott produit aussi cette variété de coton.

## Les introducteurs possibles
L'un des introducteurs du Sea Island cotton en Amérique a peut-être été le planteur Nicholas Turnbull (1754-1824), né en Asie mineure, qui a ramené des semences de coton et les plante en 1787 sur l'îlet Mosquito de Caroline du Sud, où son père Johnn Turnbull avait reçu des terres en 1763.
L'introducteur principal est plus probablement Francis Levett un autre planteur, qui exporte 10 000 livres de Sea island coton dès 1791. Ex-marchand de la Compagnie anglaise du Levant, il a vécu en Italie, puis a fondé Julianton Plantation, une petite colonie sur la côte orientale de Floride dont il est exproprié par les espagnols en 1783 en pleine guerre d'indépendance américaine. Il a fui aux Bahamas à la même époque que les Desveaux avant de revenir sur le littoral américain en même temps qu'eux.
Vers 1790, grâce à l'aide de son ami le Colonel Henry Laurens (1724-1792), planteur de riz en Caroline du Sud, Francis Levett installe une nouvelle Julianton Plantation, du nom de sa femme, sur la péninsule d'Harris Neck, juste en face de l'île de Sapelo en Géorgie.
C'est l'île où s'installe au même moment une colonie de Français, financée par l'armateur spécialiste de la traite négrière, de Saint-Malo, Pierre-Jacques Meslé de Grandclos, en prévision des risques croissants de voir se produire l'insurrection de Saint-Domingue.
En 1789, le congrès américain donne un coup de pouce au retour sur le sol américain des planteurs des Bahamas, en décidant une barrière douanière, sous forme d'une taxe à l'importation de coton, de 3 cents par livre de coton.
Cette taxe rapporte d'abord très peu, car tout le coton des Antilles part vers Angleterre, qui veut protéger les cultures des Antilles, en 1792, en réclamant d'inclure dans le Traité de Londres de 1795, appelé en anglais le Jay Treaty, car négocié par John Jay, président de la Cour suprême des États-Unis, un article 12 qui interdit les importations de coton américain. Le Sénat américain refusera cet article 12.

## La concurrence entre Bahamas, Caroline et Georgie
Jusqu'en 1791, Saint-Domingue reste la principale source de coton brut dans le Monde, avec l'Asie et le coton des îles du littoral de Caroline du Sud et Géorgie, aux États-Unis.
André IV Desveaux, issu d'une dynastie de planteurs d'indigo de Saint-Domingue épousa une loyaliste anglaise et dut partir après la guerre d'indépendance. Avec l'autorisation de Londres, il prit la tête d'une expédition qui envahit les Bahamas, avec 6 000 esclaves, faisant quadrupler la population noire de l'archipel et développant les nouvelles variétés de coton. Ces planteurs sont contraints de revenir en Caroline du Sud, car le sol sableux des Bahamas s'épuise.
Leur retour fut précédé, dès 1784, par celui du premier planteur de Coton Sea island de Caroline du Sud, le colonel Roger Kelsal, à qui a succédé son fils, William Kelsal sur sa plantation de Little Exuma, aidé de son beau-frère Daniel de Saussure et de son associé Jean-Marc Verdier. À la frontière géorgienne toute proche, Alexandre Bissel plante du Sea Island cotton deux ans plus tard, dès 1786 et l'exporte en 1788.

## Le boom des exportations de coton américaines après 1790

### La Caroline du Sud
Entre 1790 et 1801, les exportations de coton de Caroline du Sud sont multipliées par 8, et atteignent 8,4 millions de livres. À Savannah, le cotton gin d'Eli Whitney perfectionne en 1793 le roller gin mis au point en 1778 par Kinsey Burden et développé aux Bahamas. La production de coton est multipliée par huit entre 1794 et 1804. Le prix moyen du coton sur la décennie 1790 (35 cents la livre) est pourtant moins élevé que sur années 1816-1820, avec le pic de 1816 à 63,2 cents la livre.

### La Georgie
La croissance est encore plus forte en Géorgie : la production de coton est multipliée par 20 entre 1791 et 1801, passant de 2 à 48 millions de livres. Les planteurs de coton, d'abord installés sur l'île de Sapelo, migrent à la fin du siècle vers Augusta en remontant la rivière Savannah et la rivière Ocmulgee, vers le fort Benjamin Hawkins, du nom du colonel Benjamin Hawkins (1754-1816). Construit en 1806 pour tenir en respect les Indiens creek, il devient en 1823 la ville de Macon.
Globalement, entre 1793 et 1800, les exportations américaines de coton brut passent d'un demi-million de livres à 18 millions par an, puis atteignent 128 million de livres en 1820, selon Stephen Yafa, dans Big Cotton. Jusque-là, le premier producteur mondial était Saint-Domingue, avec 6 millions de livres en 1789.
Le Sea Island Cotton plus contribuera tard à l'histoire de la culture du coton en Algérie, dans la région d'Oran. Il est croisé ensuite avec le coton jumel, découvert vers 1820, par l'industriel savoyard Louis Alexis Jumel, en Égypte où « le climat et le voisinage des bouches du fleuve » faisaient de ce point du globe celui qui, après les États-Unis, était « peut-être le plus favorable à la culture du Sea Island ». Sa culture a depuis beaucoup reculé et ne concerne plus que 5 % de la production mondiale.

### Grands planteurs
- Thomas Spalding
- Pierce Butler
- Jean Bérard de Moquet
- Francis Levett
- Alexandre Bissel
- André Desveaux